# Hitoshi Ogawa
Hitoshi Ogawa (jap. 小河等 Ogawa Hitoshi; ur. 15 lutego 1956 w Tokio, zm. 24 maja 1992 w Suzuce) – japoński kierowca wyścigowy.

## Kariera
Ogawa rozpoczął karierę w międzynarodowych wyścigach samochodowych w 1981 roku od startów w Japońskiej Formule 3. Z dorobkiem 26 punktów uplasował się tam na ósmej pozycji w klasyfikacji generalnej. W późniejszych latach Japończyk pojawiał się także w stawce Japońskiej Formuły 2, All Japan Sports-Prototype Championship, FIA World Endurance Championship, World Sports-Prototype Championship, All Japan Sports Prototype Car Endurance Championship, Asia-Pacific Touring Car Championship, 24-godzinnego wyścigu Le Mans, Japanese Touring Car Championship, Japońskiej Formuły 3000 oraz Sportscar World Championship.

## Śmierć
Ogawa zginął w wypadku podczas 27 okrążenia wyścigu Japońskiej Formuły 3000 na torze Suzuka International Racing Course 24 maja 1992 roku. Podczas próby wyprzedzania Andrew Gilberta-Scotta bolid Japończyka wypadł poza tor w pułapkę żwirową, która jednak nie wyhamowała bolidu wystarczająco i doszło do uderzanie w barierę z wysoką prędkością. Ogawa poniósł ciężkie obrażenia nóg, szyi i głowy, w wyniku których zmarł w drodze do szpitala.